# Выборы в Европейский парламент (2014)
Выборы в Европейский парламент прошли во всех государствах — членах ЕС между 22 и 25 мая 2014 года. Обычно общеевропейские выборы проводятся летом, но эти выборы были перенесены в целях увеличения явки избирателей и времени между выборами в парламент и выборами председателя Еврокомиссии, намеченными на июль. В 2014 году Европейский парламент был избран в восьмой раз, начиная с первых прямых выборов в 1979 году.

## Кандидаты в председатели Еврокомиссии
Лиссабонский договор, вступивший в силу 1 декабря 2009 года, установил, что Европейский парламент будет избирать председателя Европейской комиссии, главу «исполнительной власти ЕС», из кандидатур, предложенных Европейским советом, который учтёт результаты европейских выборов (пункт 5 статьи 17 Договора о Европейском союзе). Это положение впервые начало действовать с 2014 года.

### Европейская народная партия
13 февраля начинается приём кандидатур тех, кто хочет стать единым кандидатом от «Европейской народной партии». Кандидатура должна быть поддержана партией, к которой принадлежит выдвигающийся, и ещё двумя партиями из других стран-членов. 5 марта — последний день, когда возможно выдвижение. Определились три политика, которые стали бороться за возможность возглавлять предвыборную кампанию: еврокомиссар Мишель Барнье, бывший премьер-министр Латвии Валдис Домбровскис и бывший глава еврогруппы Жан-Клод Юнкер.
«Европейская народная партия» провела съезд 6 и 7 марта 2014 года, на котором 3 тысячи делегатов выбрали кандидата в председатели Европейской комиссии и разработали предвыборный манифест. Партия выдвинула на пост председателя Еврокомиссии Жан-Клода Юнкера, который более чем на сто голосов обошёл Мишеля Барнье. Валдис Домбровскис снял свою кандидатуру в пользу Юнкера.
Для «Народной партии» сохраняется неопределённость в вопросе выдвижения кандидата. Некоторые лидеры партии (например, Ангела Меркель и Херман ван Ромпёй) критикуют желание европейских партий напрямую увязать результаты выборов и назначение главы Еврокомиссии, настаивая на том, что председатель Еврокомиссии в первую очередь должен отвечать ожиданиям глав стран-членов.

### Зелёные
В июле 2013 «Европейская партия зелёных» объявила, что проведёт первые в Европе первичные выборы в сети интернет. Они будут открыты для всех граждан, живущих в ЕС и достигших 16 лет. В конце будут выбраны 2 кандидата, которые станут лицами предвыборной кампании всех «зелёных» партий, объединённых в «Европейскую партию зелёных», и которые будут предлагаться на пост председателя комиссии. В октябре завершился срок выдвижения кандидатов. Всего были зарегистрированы 6 человек: пятеро предложены национальными «зелёными» партиями, один был выдвинут Федерацией молодых европейских «зелёных». После этого началась вторая фаза отбора. Каждый из 6 кандидатов должен заручиться поддержкой как минимум четырёх «зелёных» партий. 7 ноября отбор был окончен, дальше прошли 4 кандидата: Жозе Бове, Моника Фрассони, Ребекка Хармс, Ска Келлер. Они были официально представлены общественности 8 — 10 ноября. 10 ноября был дан старт голосованию в интернете, которое продлилось до 28 января. Каждый избиратель мог отдать два голоса за кандидатов
Победителями интернет-праймериз, в которых приняло участие 22 676 человек, стали Ска Келлер (11 791 голос) и Жозе Бове (11 726 голосов). Они будут возглавлять предвыборную кампанию партии «Зелёных» и в случае победы партии претендовать на высшие посты союза.

### Партия европейских социалистов
Праймериз «Партии европейских социалистов» пройдут в январе 2014 года. После поражения социалистов на выборах в Европарламент в 2009 году, конгресс партии решил, что социалисты выдвинут своего кандидата на пост председателя Еврокомиссии путём праймериз в 2014 году. Каждая партия или организация, входящая на правах полного членства в «Партию европейских социалистов», имеет право выдвинуть или поддержать одного человека. Если этого человека поддержат не менее 15 % партий и организаций, то он становится потенциальным кандидатом. На настоящее время в «Партию европейских социалистов» входят на правах полного членства 33 национальные партии и 5 организаций. Чтобы получить 15 %, нужно заручиться поддержкой 6 партий или организаций. После того как список потенциальных кандидатов будет завершён, каждая партия и организация проведут голосование, используя собственный способ принятия решений. На конгрессе «Партии Европейских социалистов» будет учитываться пропорциональность принятого национальными партиями решения. Например, если у национальной партии 10 голосов на конгрессе «Партии европейских социалистов», а на внутрипартийном голосовании некоторые кандидаты А и Б набрали 60 % и 40 % соответственно, то 6 голосов делегации будут за кандидата А, а 4 голоса за кандидата Б. Если ни один кандидат на конгрессе «Партии европейских социалистов» не получит большинства, то будет проведён второй тур между двумя кандидатами, набравшими наибольшее количество голосов, с применением открытого голосования, то есть в нашем примере все 10 делегатов партии смогут сами выбрать за кого голосовать.
1 октября в «Партии европейских социалистов» начался период выдвижения кандидатур на пост председателя Еврокомиссии. В течение этого периода 21 партия — член «ПЕС» заявили о поддержке Мартина Шульца как единого кандидата. 6 ноября Шульц стал «назначенным, но ещё не утверждённым кандидатом». Окончательное решение принял съезд партии в соответствии с описанной процедурой 1 марта 2014 года.

### Альянс либералов и демократов за Европу
«Альянс либералов и демократов за Европу» начал процесс отбора кандидатур в конце ноября (28 — 30) на лондонском съезде, где также была утверждена предвыборная программа. Отбор кандидатур закончился 20 декабря. Борьбу в следующем туре продолжат два политика: евродепутат Ги Верхофстадт и комиссар Еврокомиссии по экономике и финансам Олли Рен. 20 января оба кандидата пришли к соглашению о том, что они будут вести кампанию либералов на равных, в случае победы Ги Верхофстадт будет выдвинут на пост председателя Еврокомиссия, а Олли Рен — на другой высший пост союза. Это решение поддержал съезд партии 1 февраля.

### Партия «Европейских левых»
На заседании Совета председателей партии «Европейских левых» 19 октября 2013 года было решено выдвинуть лидера греческой партии «Коалиция радикальных левых» Алексиса Ципраса в качестве кандидата на пост председателя Еврокомиссии. В заявлении по итогам заседания было отмечено, что, хотя партия не верит, что выдвижение кандидатов в председатели Еврокомиссии демократизирует ЕС, отдавать инициативу политическим противникам было бы неразумно. 15 декабря 2013 года решение о выдвижении Ципраса было поддержано на конгрессе «Европейских левых».

## Процедура и условия голосования
Каждое государство, входящее в ЕС, имеет право избрать определённое количество депутатов Европейского парламента. Распределение мандатов закреплено в Европейских договорах и производится на основе снижающейся пропорциональности: многонаселённые страны избирают больше депутатов по сравнению с меньшими государствами, но последние имеют больше мандатов, чем предполагала бы обычная пропорциональность. Например, в Германии 1 европарламентарий приходится приблизительно на 800 000 человек, а один депутат от Мальты представляет 80 000 граждан этой островной страны. На выборах 2014 года в соответствии с Лиссабонским договором количество евродепутатов, избираемых странами-членами, варьируется от 6 для Мальты, Люксембурга, Кипра и Эстонии до 96 для Германии.
Порядок выборов сильно меняется от страны к стране, хотя есть общие элементы, важнейший из которых — использование пропорциональной избирательной системы. Иногда голосуют за список, иногда непосредственно за кандидата в списке, или независимого. Но каждое государство само вправе решать другие важные аспекты. Например, некоторые разделяют свою территорию на избирательные округа, тогда как другие выступают единым округом. Страны также могут выбрать день для голосования в соответствии со своими традициями. Европейские выборы обычно проходят в 4 дня, Великобритания и Нидерланды голосуют в четверг, Словакия (в 2009), Латвия и некоторые другие — в субботу, жители большинства стран союза приходят к урнам в воскресенье. В некоторых странах голосование длится 2 дня (Чехия).
В выборах участвуют национальные политические партии, но, когда депутаты попадают в парламент, большинство из них присоединяется к наднациональным политическим группам — европейским политическим партиям. Большая часть национальных партий примыкает к какой-либо европейской партии, поэтому основной вопрос выборов заключается в том, какая из наднациональных групп получит больше влияния в парламенте следующего созыва.
На выборах 2009 года были избраны 736 депутатов. После вступления в силу Лиссабонского договора количество мандатов было увеличено до 751, поэтому некоторые страны отправили дополнительных парламентариев. В 2013 году Хорватия вступила в ЕС и получила квоту на 12 мест в парламенте. Таким образом, количество депутатов увеличилось до 763. Но максимальная граница в Лиссабонском договоре — 751. Чтобы снизить количество депутатов, на выборах 2014 года некоторые страны лишились части мандатов. Среди них сама Хорватия (с 12 до 11), Румыния (с 33 до 32), Бельгия, Венгрия, Греция, Португалия, Чехия (все с 22 до 21), Швеция (с 20 до 19), Болгария (с 18 до 17), Ирландия, Литва (обе с 12 до 11) и Латвия (с 9 до 8).
Право голоса имеют все граждане стран-членов ЕС, достигшие 18 лет (для Австрии 16 лет). Если человек проживает не в той стране ЕС, где он имеет гражданство, то он может проголосовать либо по месту жительства, либо в стране, гражданином которой он является, но нельзя голосовать дважды. Правила регистрации избирателей сильно разнятся от страны к стране. Требования к тем, кто хочет баллотироваться в Европарламент, тоже неоднородны. В большинстве государств кандидат должен быть не моложе 18 лет, но есть страны с более высоким возрастным порогом.

## Отбор кандидатов
К 19 марта 2014 года была отобрана большая часть кандидатов в Европарламент:
- Австрия: АНП, Социал-демократы, Новая Австрия[англ.], Зелёные, АПС, Консерваторы-реформисты[англ.], Другой путь (избирательный блок пиратов[англ.], коммунистов и Der Wandel[нем.]), Альянс за будущее Австрии;
- Бельгия: Гуманистический демократический центр, Демократические федералисты-франкофоны[англ.], Эколо, Народная партия[англ.], Партия труда Бельгии, Христианские демократы и фламандцы, Социалистическая партия, Открытые фламандские либералы и демократы, Новый фламандский альянс, Зелёные!, Пиратская партия Бельгии[англ.], Фламандский интерес, Христианско-социальная партия, Социалистическая партия, Партия свободы и прогресса[англ.];
- Болгария: ГЕРБ, Синяя коалиция, «Реформаторский блок» (коалиция из «Демократов за сильную Болгарию», «Болгарии для граждан», «Болгарского земледельческого союза» и «Союза демократических сил»), БСП, «Движение за права и свободы», «Атака», «Национальный фронт спасения Болгарии[англ.]», «Болгарские левые[англ.]», «Зелёная партия[англ.]», «Болгарская национально-патриотическая партия[англ.]», «Зелёные[англ.]», «Националистическая партия Болгарии[англ.]», «Союз коммунистов в Болгарии[англ.]», «Болгарская коммунистическая партия», АБВ, Болгария без цензуры;
- Великобритания: Лейбористская партия, СДЛП, Либеральные демократы, Зелёные, Шотландская национальная партия, Партия Уэльса, Консервативная партия, Ольстерская юнионистская партия, Партия независимости Соединённого Королевства, Шинн Фейн, Альянс, Демократическая юнионистская партия, Британская национальная партия, Английские демократы[англ.], Свобода ВБ (англ. Liberty GB), Остановить «Хинкли-Пойнт», Мы требуем референдум[англ.];
- Венгрия: Венгерская социалистическая партия, За лучшую Венгрию, Диалог для Венгрии, Политика может быть другой;
- Германия: ХДС, ХСС, СДПГ, СВДП, Союз 90/Зелёные, Левые, Альтернатива для Германии, Национал-демократическая партия Германии, Свободные избиратели, Республиканцы, Партия защиты животных[англ.];
- Греция: Оливковое дерево[англ.] (альянс ПАСОК, Пакта за лучшую Грецию[англ.] и Динамической Греции[англ.]), Экологические зелёные;
- Дания: Консервативная народная партия, Социал-демократы, Социал-либеральная партия, Либеральная партия Дании, Социалистическая народная партия, Датская народная партия, Народное движение против ЕС;
- Ирландия: Фине Гэл, Лейбористская партия, Фианна Файл, Шинн Фейн, Социалистическая партия, Альянс «Люди важнее прибыли»[англ.], независимые;
- Испания: Испанская социалистическая рабочая партия+Партия социалистов Каталонии[англ.], Демократическая конвергенция Каталонии+Баскская националистическая партия+Демократический союз Каталонии+Канарская коалиция+Компромисс для Галисии, Левая республиканская партия Каталонии, Народ решает (коалиция сепаратистских партий, в их числе Галисийский националистический блок, Пиратская конфедерация, Equo[англ.], Объединённые левые, Союз, прогресс и демократия[англ.], Граждане — Гражданская партия, Подемос;
- Италия: Другая Европа с Ципрасом[англ.];
- Кипр: Демократическое объединение+Европейская партия, Демократическая партия, Движение за социал-демократию, Прогрессивная партия трудового народа Кипра, Национальный народный фронт, независимые;
- Латвия: Единство, Отечество, Согласие, Зелёные
- Литва: Союз Отечества, СДПЛ, Либеральное движение, Порядок и справедливость, Партия труда, Альянс ИАПЛ и РА, Союз крестьян и зелёных
- Люксембург: ХСП, Социалисты, Демократы, Зелёные, Пираты, Альтернатива,Левые
- Мальта: Националисты, Либералы, Демократы
- Нидерланды: ХДП, ПТ,Д66, НПСД, Зелёные левые, Пираты, ХС+РПП, Соцпартия, 50+, Статья 50, Партия животных
- Польша: ГП, ДЛА, Единая Польша, е+
- Румыния: ДЛП,ПНД, Венгры, СДП+Консерваторы+Прогрессисты, НЛП
- Словакия: ХДП, Демократы,, Венгры, Направление, СС, Новое большинство, Люди
- Словения: ЛДП, Пенсионеры
- Финляндия: Национальная коалиция, Христианские демократы, Социал-демократическая партия Финляндии, Финляндский центр, Шведская народная партия, Зелёный союз, Пиратская партия Финляндии, Истинные финны, Левый союз, Коммунистическая партия Финляндии, Перемены 2011[англ.];
- Франция: Союз за народное движение, Социалистическая партия, Национальный фронт, Демократическое движение, Европа Экология Зелёные, Пиратская партия, Левый фронт, Восстановить республику[англ.], Народный республиканский союз[англ.], Рабочая борьба, Новая антикапиталистическая партия, «Эсперанто, честный общий язык для Европы», Европейская федералистская партия[англ.], Независимый экологический альянс[англ.], Федерация регионов и народов в солидарности[англ.], Окситанская партия;
- Хорватия: Патриотическая коалиция (Хорватское демократическое содружество, Хорватская крестьянская партия, Хорватская партия за права доктора Анте Старчевич[англ.], блок «Пенсионеры вместе», Демократическая партия Загорья[англ.], Хорватская демократическохристианская партия), Социал-демократическая партия Хорватии+Хорватская народная партия+Демократическая ассамблея Истрии+Партия пенсионеров+Независимая демократическая сербская партия, Партия труда, Пиратская партия, Содружество хорватского центра (Национальный форум[англ.], Хорватская социал-либеральная партия, Приморье-Горский Котар Союз), Хорватское устойчивое развитие[англ.];
- Чехия: Христианско-демократический союз, ТОП 09, Чешская социал-демократическая партия, Партия зелёных, Чешская пиратская партия, Гражданская демократическая партия, Коммунистическая партия Чехии и Моравии, Рассвет прямой демократии, ANO 2011, Общественные дела, Левые 21 века, Европейские демократы, Клуб приверженцев не входить в партии[англ.], Нет Брюсселю — народная демократия, Экологическая либеральная партия, Республиканская партия Богемии, Моравии и Силезии, Движение в поддержку добровольцев-пожарных и других волонтёров, Взгляд 2014[англ.], Партия свободных граждан[англ.], Румынская демократическая партия[англ.], Коммунистическая партия Чехословакии, Рабочая партия социальной справедливости, Чешская Корона, Чешская национально-социальная партия;
- Швеция: Умеренная коалиционная партия, Христианско-демократическая партия, Социал-демократическая партия Швеции, Народная партия — либералы, Партия Центра, Партия зелёных, Пиратская партия Швеции, Левые, Шведские демократы, Женская инициатива, Партия защиты животных, Европейская партия рабочих[англ.], Июньский список, Классическая либеральная партия, Правые республиканцы, Шведская национальная демократическая партия;
- Эстония: Союз Отечества и Res Publica, Социал-демократическая партия Эстонии, Партия реформ Эстонии, Центристская партия Эстонии, Партия зелёных, Объединённая левая партия Эстонии, Консервативная народная партия Эстонии, Эстонская партия независимости, независимые кандидаты.

## Предвыборная кампания
Предвыборная кампания по выборам в Европейский парламент официально началась 10 сентября 2013 года, когда Европарламент запустил свою программу, информирующую население о предстоящем событии. Кампания состоит из четырёх фаз, её лозунгом стала фраза «Действовать, реагировать, достигать» (англ. ACT.REACT.IMPACT). Во время первой фазы гражданам расскажут о новых полномочиях парламента и их возможном применении на благо каждого человека, живущего в ЕС. Вторая фаза, которая продлится с октября по февраль в виде ряда акций в европейских городах, сфокусирована на пяти ключевых вопросах: экономике, рабочих местах, качестве жизни, деньгах и роли ЕС в мире. Третья фаза начнётся в феврале и будет посвящена дате выборов, дням голосования. Дата будет добавлена в лозунг. После выборов последняя часть избирательной кампании будет уделена новому созыву парламента, избранию председателя Еврокомиссии и состава комиссии.
Европейский долговой кризис, начавшийся через несколько месяцев после евровыборов 2009 года, затронул большинство стран-членов ЕС, наиболее сильно ударил по странам Южной Европы: Греции, Кипру, Италии, Испании, Португалии. Из-за мер жёсткой экономии, проводимых этими странами, общественное одобрение европейских лидеров уменьшилось. В целом, только в 4 странах ЕС уровень поддержки руководства союза превышает 50 %.
«The Economist» в январе 2014 посчитал, что экстремисты левого и правого флангов смогут получить от 16 до 25 % мест в Европарламенте (сейчас 12 %). В ряде стран ожидается, что крайне правые выиграют большинство мандатов, выделенных для этой страны. Например, во Франции по опросам лидирует «Национальный фронт», в Нидерландах «Партия свободы», в Австрии «Австрийская партия свободы». В Греческой республике «Коалиция радикальных левых» на январь 2014 являлась самой популярной политической силой. Жозе Мануэль Баррозу, председатель Европейской комиссии, признал, что «фактически мы видим рост экстремизма как слева, так и справа», и предположил, что выборы могут стать «парадом необоснованных упрёков в сторону Европы».
В октябре 2013 года лидеры нескольких ультраправых партий из различных стран ЕС объявили о своём намерении создать предвыборный альянс, а в случае попадания в парламент, депутатскую группу в Европарламенте. У истоков альянса стоят французский «Национальный фронт», «Австрийская партия свободы» и «Фламандский интерес» из Бельгии. Потенциальными участниками рассматриваются «Лига Севера» из Италии, «Шведские демократы» и «Партия свободы» из Нидерландов. Попытки объединения крайне правых предпринимались в прошлом, но все они не удались. На этот раз союз создаётся на антииммигрантских, антиинтеграционных и европессимистических позициях. Председатель «Национального фронта» Марин Ле Пен в частности заявила: «ЕС нельзя улучшить. Он рухнет так же, как рухнул Советский союз».
Первые дебаты, открытые для всех кандидатов в председатели Еврокомиссии, прошли 28 апреля в Маастрихте. Главным информационным партнёром выступил канал «Евроньюс», модератором дебатов была ведущий корреспондент «Евроньюс» Изабель Кумар. В течение 90 минут кандидаты в председатели Еврокомиссии от «Европейской народной партии», «Партии европейских социалистов», «АЛДЕ» и «Европейской партии зелёных» (Жан-Клод Юнкер, Мартин Шульц, Ги Верхофстадт и Ска Келлер соответственно) выступали в маастрихтском театре Врейтхоф перед аудиторией в 700 человек. Алексис Ципрас от «Европейских левых», как было объявлено, отказался приехать, ссылаясь на плотный график. Дебаты проходили на английском языке, но «Евроньюс» осуществлял синхронный перевод на все языки своего вещания.

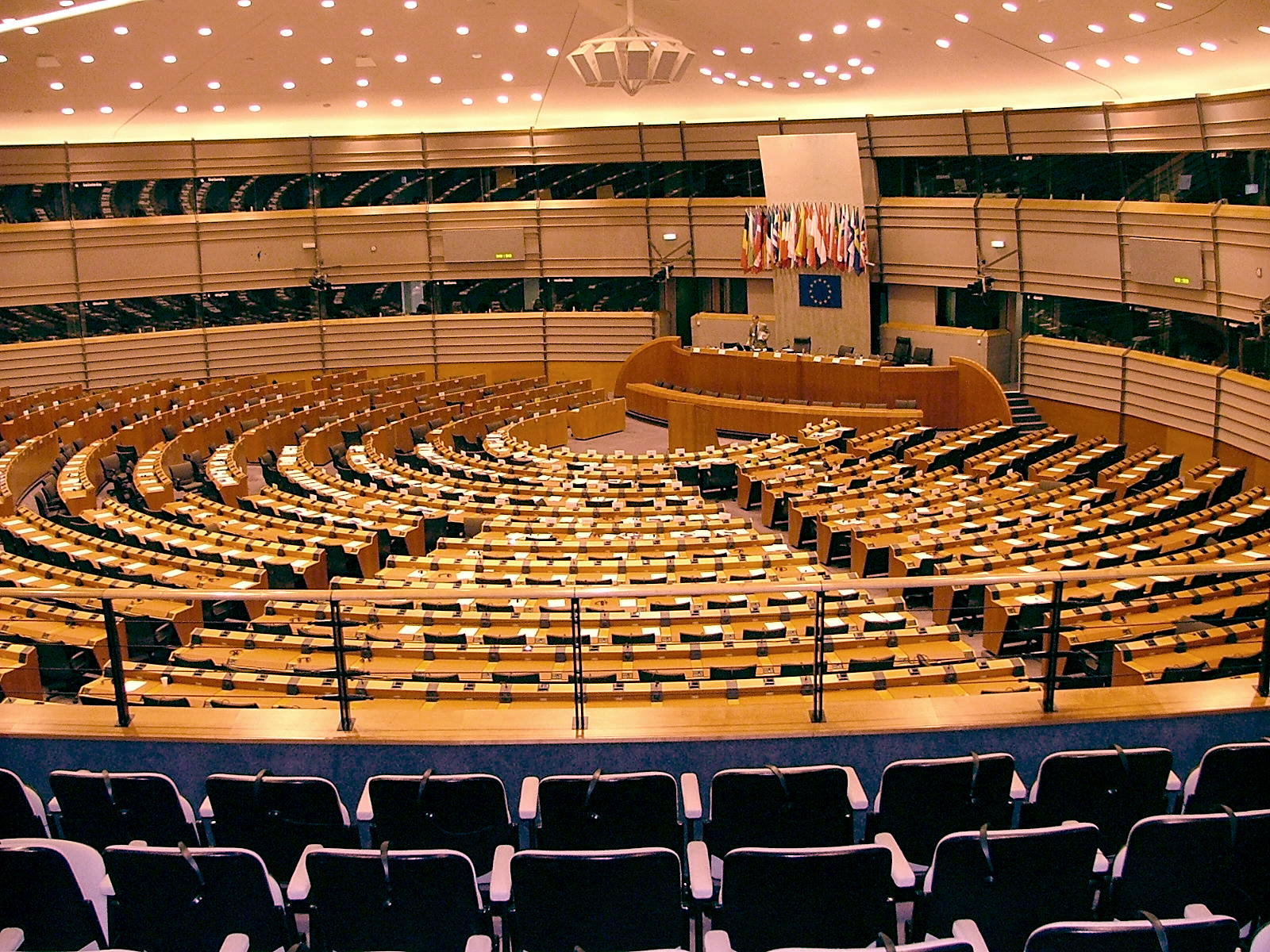
Здание Европейского парламента в Брюсселе, служившее местом для дебатов, организованных ЕВС

9 мая в День Европы Европейский университетский институт во Флоренции провёл вторые дебаты, открытые для всех кандидатов на должность председателя Еврокомиссии. Дебаты продолжались 90 минут и проходили в Палаццо Веккьо перед аудиторией, состоявшей из исследователей, академиков, студентов и представителей гражданского общества. Событие посетил Президент Италии Джорджо Наполитано. Дебаты можно было посмотреть на телеканале «RAI NEWS 24» и в интернете.
Третьи телевизионные дебаты, на которые пригласили всех кандидатов на председательство, прошли 15 мая в здании Европейского парламента в Брюсселе и были организованы Европейским вещательным союзом. К четвёрке кандидатов, уже встречавшихся на дебатах, организованных каналом «Евроньюс», присоединился Алексис Ципрас от «Европейских левых». Три кандидата в своих выступлениях использовали английский язык, тогда как Жан-Клод Юнкер и Алексис Ципрас говорили на французском и греческом соответственно. Политики начали дебаты, отдав дань памяти бывшему премьер-министру Бельгии Жан-Люку Дехане, ушедшему из жизни ранее в тот день. Под конец программы кандидаты совместно поддержали международную кампанию, начавшуюся после похищения в Чибоке.
В дополнение к этому ещё несколько туров дебатов были проведены между двумя лидерами крупнейших партий — Мартином Шульцем и Жан-Клод Юнкером. Первые дебаты между Жан-Клод Юнкером и Мартином Шульцем были организованы 9 апреля каналом «France 24» и «Международным французским радио». Программа длилась 40 минут, рабочим языком был французский. Немецкий ZDF и австрийский ORF организовали 8 мая в Берлине вторые дебаты между этими кандидатами. Они проходили на немецком языке.
20 мая немецкоязычный канал ARD провёл похожие дебаты. Они прошли в Гамбурге в присутствии аудитории в 175 человек, которые могли задать вопросы двум кандидатам. Мартин Шульц призвал своих соотечественников в Германии прийти на выборы и с помощью высокой явки не допустить попадания в Европарламент «пропагандистов идеологии Гитлера», имея в виду участвующую в выборах «Национал-демократическую партию Германии».

### Прогнозы результатов
Панъевропейские опросы общественного мнения не проводятся перед выборами, но организация «PollWatch2014» составила в феврале 2014 прогноз итогов выборов на основе общенациональных опросов. В новом парламенте согласно исследованию фракция социалистов и демократов станет первой по численности, обойдя фракцию «Народной партии». Хотя отмечается, что авторы доклада допускают в отношении этих партий отклонение от обнародованных цифр в +/- 25 мандатов. Сумма мест трёх центристских групп: «ПАСД», «ЕНП» и «АЛДЕ» — упадёт до 65 % от общего количества мест с нынешних 72 %. А 29 % мест, вероятно, получат партии, в той или иной степени оппонирующие ЕС: правоцентристские «Европейские консерваторы и реформисты», евроскептическая «ЕСД», крайне левые из «ЕОЛ» и Независимые депутаты Европейского парламента.
В первом отчёте организация решила отнести все мандаты партий, не заявивших о намерении присоединиться к какой-либо фракции Европарламента, к независимым депутатам, например, итальянское «Движение пяти звёзд» и чешское «ANO 2011». В следующих отчётах, если появится соответствующая информация, мандаты партий будут присоединены к результатам фракций. Также авторы решили пока не формировать новую фракцию для крайне правых партий; их будущие мандаты оставлены в тех фракциях, в которых крайне правые партии находятся сейчас.
5 марта «PollWatch2014» опубликовала второй прогноз результатов выборов, использовав новые опросы общественного мнения и учтя решение конституционного суда Германии об отмене процентного барьера. Первой партией остались «Социалисты и демократы», а на третье место вышла крайне левая «ЕОЛ». Также в марте свои прогнозы опубликовали другие организации. Согласно опросу «PollWatch2014» от 3 апреля консервативная Европейская народная партия сравнялась с социал-демократами, набрав 28,2 % (по 212 мест). По данным на 16 апреля ЕНП вышла вперёд — 222 места (29,6 %) против 209 мест (27,8 %) у ПАСД.
| Организация                  | Дата            | ПАСД          | ЕНП          | АЛДЕ        | ЕОЛ        | Зелёные    | ЕКР        | ЕСД        | Независимые |
| ---------------------------- | --------------- | ------------- | ------------ | ----------- | ---------- | ---------- | ---------- | ---------- | ----------- |
| PollWatch2014                | 20 мая 2014     | 201 (26,8 %)  | 217 (28,9 %) | 59 (7,9 %)  | 53 (7,1 %) | 44 (5,9 %) | 42 (5,6 %) | 40 (5,3 %) | 95 (12,6 %) |
| Scenari Politici             | 19 мая 2014     | 224 (29,8 %)  | 213 (28,4 %) | 63 (8,4 %)  | 47 (6,3 %) | 39 (5,2 %) | 42 (5,6 %) | 29 (3,9 %) | 94 (12,5 %) |
| election.de                  | 15 мая 2014     | 209 (27,8 %)  | 220 (29,3 %) | 74 (9,8 %)  | 50 (6,7 %) | 43 (5,7 %) | 48 (6,4 %) | 56 (7,5 %) | 51 (6,8 %)  |
| PollWatch2014                | 03 апреля 2014  | 212 (28,2 %)  | 212 (28,2 %) | 62 (8,3 %)  | 55 (7,3 %) | 38 (5,1 %) | 46 (6,1 %) | 36 (4,8 %) | 90 (12 %)   |
| Der (europäische) Föderalist | 02 апреля 2014  | 213 (28,4 %)  | 213 (28,4 %) | 72 (9,6 %)  | 55 (7,3 %) | 48 (6,4 %) | 43 (5,7 %) | 28 (3,7 %) | 79 (10,5 %) |
| Европарламент                | 24 марта 2014   | 208 (27, 7 %) | 212 (28,2 %) | 58 (7,7 %)  | 53 (7,1 %) | 43 (5,7 %) | 40 (5,3 %) | 32 (4,3 %) | 66 (8,8 %)  |
| Der (europäische) Föderalist | 19 марта 2014   | 215 (28, 6 %) | 211 (28,1 %) | 71 (9,5 %)  | 58 (7,7 %) | 43 (5,7 %) | 39 (5,2 %) | 30 (4,0 %) | 84 (11,2 %) |
| PollWatch2014                | 19 марта 2014   | 214 (28,5 %)  | 213 (28,4 %) | 66 (8,8 %)  | 57 (7,6 %) | 38 (5,1 %) | 40 (5,3 %) | 33 (4,4 %) | 90 (12 %)   |
| Scenari Politici             | 17 марта 2014   | 226 (30,1 %)  | 216 (28,8 %) | 63 (8,4 %)  | 58 (7,7 %) | 33 (4,4 %) | 41 (5,5 %) | 30 (4 %)   | 84 (11,2 %) |
| Der (europäische) Föderalist | 15 марта 2014   | 219 (29,2 %)  | 211 (28,1 %) | 69 (9,2 %)  | 56 (7,5 %) | 43 (5,7 %) | 41 (5,5 %) | 25 (3,3 %) | 87 (11,6 %) |
| PollWatch2014                | 5 марта 2014    | 209 (27,8 %)  | 202 (26,9 %) | 61 (8,1 %)  | 67 (8,9 %) | 44 (5,9 %) | 45 (6 %)   | 31 (4,1 %) | 92 (12,3 %) |
| Scenari Politici             | 3 марта 2014    | 224 (29,8 %)  | 216 (28,8 %) | 63 (8,4 %)  | 62 (8,3 %) | 34 (4,5 %) | 42 (5,6 %) | 30 (4,0 %) | 80 (10,7 %) |
| Electionista                 | 2 марта 2014    | 206 (27,4 %)  | 204 (27,2 %) | 72 (9,6 %)  | 59 (7,8 %) | 42 (5,6 %) | 45 (6,0 %) | 31 (4,1 %) | 92 (12,3 %) |
| PollWatch2014                | 20 февраля 2014 | 217 (28,9 %)  | 200 (26,6 %) | 70 (9,3 %)  | 56 (7,5 %) | 44 (5,9 %) | 42 (5,6 %) | 30 (4 %)   | 92 (12,3 %) |
| Выборы                       | 5 - 7 июля 2009 | 184 (25,0 %)  | 265 (36,0 %) | 84 (11,4 %) | 35 (4,8 %) | 55 (7,5 %) | 54 (7,3 %) | 32 (4,3 %) | 27 (3,7 %)  |

Замечание: Процент относится к количеству депутатов в Европарламенте, а не к доле полученных голосов.

## Ход голосования
В Латвии 21 мая открылись избирательные участки для досрочного голосования. Оно продлилось до 24 мая, когда в стране прошёл основной этап выборов.
22 мая в Европейском союзе официально начались выборы в Европарламент. В этот день избиратели Великобритании и Нидерландов могли отдать голоса за своих представителей в парламенте. В Нидерландах избирательные участки открылись в 7:30 утра по ЦЕТ, в Великобритании в 8 утра. Отмечается, что в этих двух странах большие шансы на победу имеют евроскептистические силы — «Партия независимости Соединённого Королевства» и нидерландская «Партия свободы». После закрытия избирательных участков в Нидерландах были опубликованы опросы на выходе с избирательных участков (в Британии подобная публикация запрещена). Согласно этим данным наибольшее число голосов нидерландских избирателей получила леволиберальная партия «Демократы 66», за ней христианско-демократическая партия «Христианско-демократический призыв» (их результат больше 15 %). Евроскептическая «Партия свободы» делит третье место с правящей праволиберальной «Народной партией за свободу и демократию», эксит-поллы предрекают им меньше 13 %. Окончательные результаты объявят только после закрытия последнего избирательного участка в ЕС 25 мая.
23 мая начались выборы в Ирландии и Чехии, причём в Чехии они продлятся два дня. В этот же день многие политики из стран, в которых выборы состоятся в воскресенье 25 мая, провели последние перед днём тишины митинги своих сторонников. 24 мая голосование прошло в Словакии, Латвии, Мальте и заморских территориях Франции.
25 мая к выборам присоединилась 21 страна ЕС, в их числе самые крупные: Германия, Франция, Испания, Италия (именно в Италии выборы завершатся, последний участок там будет закрыт в 23 часа по ЦЕТ). В этот день проголосовали все кандидаты на должность председателя Еврокомиссии. После закрытия избирательных участков в Германии в 18:10 по ЦЕТ были опубликованы эксит-поллы. По этим данным, победу одержит партия Ангелы Меркель «Христианско-демократический союз Германии» (36,1 %), за ним «СДПГ» (27,5 %). На третье место вышли «Зелёные» (10,6 %). Евроскептическая «Альтернатива для Германии» набрала 6,5 %. Ниже приводятся данные эксит-поллов для некоторых других стран ЕС:
Болгария: «ГЕРБ» 28,4 %, «БСП» 21,6 % , «Движение за права и свободы» 15,5 %, «Болгария без цензуры» 9,9 %, «Реформаторский блок» 6,8 %.
Греция: «СИРИЗА» 26-30 %; «Новая демократия» 23-27 %; «Золотая заря» 8-10 %; блок «Оливковое дерево» 7-9 %; «Коммунистическая партия» 5-7 %; «Река» 5-7 %.
Кипр: «Демократическое объединение» 37,7 %; «Партия трудового народа» 26 %; «Демократическая партия» 10,7 %; «Движение за социал-демократию» 7,9 %.
Франция: «Национальный фронт» (24,4 %), «Союз за народное движение» (20,3 %), «Социалистическая партия» (14,2 %), «Демократическое движение» (10,4 %), «Зелёные»(9,6 %), «Левый фронт» (6,3 %).

## Результаты
| ФракцияСтрана  | ЕНП (EPP)                    | ПАСД (PES)                | АЛДЕ (ALDE)                   | Зелёные (Greens-EFA)      | ЕОЛ (EUL-NGL)              | ЕКР (ECR)     | ЕСД (EFD)     | независимые         | Кол-во мест | Явка    | Источник |
| -------------- | ---------------------------- | ------------------------- | ----------------------------- | ------------------------- | -------------------------- | ------------- | ------------- | ------------------- | ----------- | ------- | -------- |
| Австрия        | 5 АНП                        | 5 СДПА                    | 1 НЕОС                        | 3 АПЗ                     |                            |               |               | 4 АПС               | 18          | 45,7 %  | [ 85 ]   |
| Бельгия        | 2 ХДФ 1 ГДЦ 1 ХСП            | 3 Соцпартия 1 СПФ         | 3 ОФЛД 3 РД                   | 1 Зелёные! 1 Эколо        |                            | 4 НФА         |               | 1 ФИ                | 21          | 90 %    | [ 86 ]   |
| Болгария       | 6 ГЕРБ 1 РБ                  | 4 БСП                     | 4 ДПС                         |                           |                            | 2 ББЦ         |               |                     | 17          | 35,5 %  | [ 87 ]   |
| Великобритания |                              | 20 ЛП                     | 1 ЛД                          | 3 ЗПАУ 2 ШНП 1 ПУ         | 1 Шинн Фейн                | 19 КП 1 ОЮП   | 24 ПНСК       | 1 ДЮП               | 73          | 36 %    | [ 88 ]   |
| Венгрия        | 11 Фидес 1 ХДНП              | 2 ВСП 2 ДК                |                               | 1 ПМБД 1 ДВ               |                            |               |               | 3 Йоббик            | 21          | 28,92 % | [ 89 ]   |
| Германия       | 29 ХДС 5 ХСС                 | 27 СДПГ                   | 3 СвДП 1 СИ                   | 11 Зелёные 1 Пираты 1 ЭДП | 7 Левые 1 ПЗЖ              | 7 АГ 1 ПС     |               | 1 НДПГ 1 Die PARTEI | 96          | 47,9 %  | [ 90 ]   |
| Греция         | 5 НД                         | 2 Оливковое дерево 2 Река |                               |                           | 6 СИРИЗА                   | 1 НГ          |               | 3 ХА 2 КПГ          | 21          | 58,2 %  | [ 91 ]   |
| Дания          | 1 КНП                        | 3 СД                      | 2 Венстре 1 СЛП               | 1 СНП                     | 1 НДПЕС                    | 4 ДНП         |               |                     | 13          | 56,4 %  | [ 92 ]   |
| Ирландия       | 4 Фине Гэл                   | 1 Несса Чилдерс           | 1 Мариан Харкин 1 Фианна Файл |                           | 3 Шинн Фейн 1 Люк Фланаган |               |               |                     | 11          | 51,6 %  | [ 93 ]   |
| Испания        | 16 НП 1 ДСК                  | 14 ИСРП                   | 1 ДКК 1 БНП 4 СПД 2 ГП        | 2 ЗПР 1 ИЗК 1 ЕВ          | 5 ОЛ 5 ММ 1 НР             |               |               |                     | 54          | 45,9 %  | [ 94 ]   |
| Италия         | 13 ВИ 3 НПЦ 1 НПЮТ           | 31 ДП                     |                               |                           | 3 ДЕ                       |               | 17 ДПЗ        | 5 ЛС                | 73          | 60 %    | [ 95 ]   |
| Кипр           | 2 ДО                         | 1 ДСД 1 ДП                |                               |                           | 2 ППТН                     |               |               |                     | 6           | 43,97 % | [ 96 ]   |
| Латвия         | 4 Единство                   | 1 Согласие                |                               | 1 ЗаПЧЕЛ                  |                            | 1 ДННЛ        | 1 СЗК         |                     | 8           | 30,04 % | [ 97 ]   |
| Литва          | 2 СО-ЛХД                     | 2 СДПЛ                    | 2 ЛД 1 ПТ                     | 1 СКЗЛ                    |                            | 1 ИАПЛ и РА   | 2 ПиС         |                     | 11          | 44,91 % | [ 98 ]   |
| Люксембург     | 3 ХСНП                       | 1 ЛСРП                    | 1 ДП                          | 1 Зелёные                 |                            |               |               |                     | 6           | 90 %    | [ 99 ]   |
| Мальта         | 3 НП                         | 3 ЛП                      |                               |                           |                            |               |               |                     | 6           | 74,81 % | [ 100 ]  |
| Нидерланды     | 5 ХДП                        | 3 ПТ                      | 4 Д66 3 НПСД                  | 2 ЗЛ                      | 2 Соцпартия 1 ПЗЖ          | 1 ХС 1 РП     |               | 4 ПС                | 26          | 37 %    | [ 101 ]  |
| Польша         | 19 ГП 4 ПКП                  | 5 СДЛС+УТ                 |                               |                           |                            | 19 ПиС        |               | 4 КНП               | 51          | 22,7 %  | [ 102 ]  |
| Португалия     | 6 СДП 1 НП                   | 8 Соцпартия               | 2 ПЗ                          |                           | 3 КДЕ 1 ЛБ                 |               |               |                     | 21          | 34,5 %  | [ 103 ]  |
| Румыния        | 5 ДЛПР 2 ДСВР 2 ПНД 6 НЛП    | 16 СДП                    | 1 Мирче Диакону               |                           |                            |               |               |                     | 32          | 32,16 % | [ 104 ]  |
| Словакия       | 2 ХДД 2 СДХС-ДП 1 ПВК 1 Мост | 4 Смер                    | 1 СиС                         |                           |                            | 1 ОЛНЛ 1 НОВА |               |                     | 13          | 13 %    | [ 105 ]  |
| Словения       | 3 СДП 2 НС+СНП               | 1 СД                      | 1 ДППС                        | 1 Verjamem                |                            |               |               |                     | 8           | 21 %    | [ 106 ]  |
| Финляндия      | 3 НК                         | 2 СДПФ                    | 3 ФЦ 1 ШНП                    | 1 Зелёные                 | 1 ЛС                       | 2 ИФ          |               |                     | 13          | 40,9 %  | [ 107 ]  |
| Франция        | 20 СНД                       | 13 Соцпартия+РЛП          | 7 СДН+МоДем                   | 6 Зелёные+НЭД             | 3 ЛФ 1 АЗТ                 |               | 1 независимый | 23 НФ               | 74          | 43,5 %  | [ 108 ]  |
| Хорватия       | 4 ХДС 1 ХКП                  | 2 СДПХ                    | 2 ХНП                         | 1 ХУР                     |                            | 1 СДПХ        |               |                     | 11          | 25,06 % | [ 109 ]  |
| Чехия          | 3 ХДС 4 ТОП 09               | 4 ЧСДП                    | 4 ANO 2011                    |                           | 3 КПЧМ                     | 2 ГДП         | 1 ПСГ         |                     | 21          | 19,5 %  | [ 110 ]  |
| Швеция         | 3 УКП 1 ХДП                  | 5 СДПШ 1 ЖИ               | 2 НПЛ 1 ПЦ                    | 4 Зелёные                 | 1 ЛП                       |               | 2 ШД          |                     | 20          | 48,8 %  | [ 111 ]  |
| Эстония        | 1 Res Publica                | 1 СДПЭ                    | 2 ПРЭ 1 ЦПЭ                   | 1 Индрек Таранд           |                            |               |               |                     | 6           | 36,44 % | [ 112 ]  |
| Итого          | 221 (29,4 %)▼53              | 191 (25,4 %)▼5            | 67 (8,9 %)▼16                 | 50 (6,7 %)▼7              | 52 (6,9 %)▲17              | 70 (9,3 %)▲13 | 48 (6,4 %)▲17 | 52 (6,9 %)▲19       | 751         | 43,09 % |          |

Основными итогами выборов являются:
1) Победа «Европейской народной партии» на выборах в Европейский парламент. Несмотря на потерю нескольких десятков мандатов, «Народная партия» сохранила самую большую фракцию в парламенте. Их основной соперник «Партия европейских социалистов», которой некоторые опросы предрекали победу, не смогла увеличить своё представительство.
2) Ни одна группа не смогла занять более 50 % мест в парламенте. Для того чтобы утвердить нового председателя Еврокомиссии, необходимо формирование коалиции. Жан-Клод Юнкер и Мартин Шульц заявили, что собираются обсуждать возможность создания коалиции консерваторов и социалистов (называемой на еврожаргоне «большой коалицией»), причём лидер социалистов согласился поддержать Юнкера на должность председателя Еврокомиссии.
3) Повышение явки избирателей по сравнению с предыдущими выборами в Европарламент, произошедшее впервые в истории. Ранее явка только уменьшалась от выборов к выборам. Впоследствии при подведении окончательных результатов явка была понижена до 42,54 %, что свидетельствует об уменьшении явки по сравнению с выборами 2009 года.
4) Рост популярности евроскептических сил. Евроскептики заняли первое место на выборах во Франции («Национальный фронт» 24 мандата), Великобритании («Партия независимости Соединённого Королевства» 24 мандата), Дании («ДНП» 4 места), увеличили своё представительство в Австрии («Австрийская партия свободы» 4 мандата), Германии («Альтернатива для Германии» 7 мандатов и «НДПГ» 1 мандат), Швеции («Шведские демократы» 2 места), Финляндии («ИФ» 2 мандата), Греции («Золотая заря» 3 места). Некоторые европессимистические силы уже принадлежат к парламентским фракциям, другие собираются остаться независимыми депутатами, а есть те, кто хочет создать новую фракцию. К последним принадлежат националистические партии из Франции и Нидерландов. Для этого им необходимо собрать по меньшей мере 25 евродепутатов из 7 стран ЕС. Войти в новую фракцию уже согласились «Австрийская партия свободы», «Фламандский интерес», «Шведские демократы» и «Лига Севера». Это означает, что для формирования новой фракции нужна ещё одна партия. По состоянию на 2015 год привлечь новых участников для формирования фракции не удалось. Собирающие новую группу националисты не хотят работать бок о бок с более радикальными партиями, такими как «Золотая заря» и «Йоббик». В то же время менее радикальные антиевропейские партии («Партия независимости Соединённого Королевства» и «Альтернатива для Германии») отказываются объединяться с националистами.
5) Увеличение поддержки избирателями крайне левых сил (фракция «Европейские объединённые левые/Лево-зелёные Севера»), которые, однако, однозначно не относят себя к евроскептикам. Из левых партий крупнейший прирост показали греческая СИРИЗА и испанские «Объединённые левые». Кроме того, к фракции левых присоединились испанская «Подемос» («Мы можем» — политическое крыло движения индигнадос) и немецкая Партия защиты животных.

## Новая Европейская комиссия
Лидеры семи парламентских фракций встретились во вторник 27 мая, чтобы обсудить кандидатуру будущего председателя Европейской комиссии. Ссылаясь на положение Лиссабонского договора о том, что при утверждении председателя должны быть учтены результаты выборов в Европарламент, пять из семи групп согласились с тем, что Жан-Клод Юнкер должен быть номинирован Европейским советом. Против выступили только ЕКР И ЕСД. Однако на встрече Евросовета в тот же день было объявлено, что кандидатура должна быть внесена только после обстоятельных консультаций. Евросовет поручил своему председателю Херману ван Ромпёю провести переговоры с главами парламентских групп и доложить об их результатах на саммите 26 июня. Лидеры Великобритании, Венгрии и Швеции, как сообщалось, выступили против кандидатуры Юнкера.
9 — 10 июня в резиденции премьер-министра Швеции Харпсунд собрались лидеры четырёх стран севера Европы: Фредрик Райнфельдт, Марк Рютте, Дэвид Кэмерон и Ангела Меркель. На встрече помимо других вопросов обсуждалась кандидатура на должность председателя Еврокомиссии. Первые три политика относятся к возможности назначения Жан-Клода Юнкера с осторожностью, тогда как Ангела Меркель выступает в поддержку Юнкера. Наиболее критично к Юнкеру был настроен Дэвид Кэмерон, заявив о неспособности бывшего премьера Люксембурга провести необходимые реформы союза. 21 июня встречу в Париже организовали главы государств и правительств стран ЕС, придерживающиеся левых взглядов. Среди них были Президент Франции Франсуа Олланд, премьер-министр Италии Маттео Ренци, премьер-министр Словакии Роберт Фицо и вице-канцлер Германии Зигмар Габриэль. Лидеры-социалисты согласились с тем, что глава победившей на выборах партии должен быть предложен на должность председателя Еврокомиссии. Взамен левоцентристы будут продвигать своих кандидатов на другие важные посты союза.
27 июня на заседании Европейского совета Жан-Клод Юнкер был назначен на должность председателя Европейской комиссии. Впервые в истории кандидат на эту должность утверждён не консенсусом (при единогласной поддержке всех стран-членов), а путём голосования. К этому привело категорическое несогласие премьер-министра Великобритании с кандидатурой Юнкера. В итоге за назначение проголосовали 26 стран, против высказались правительства Великобритании и Венгрии.
15 июля Жан-Клод Юнкер был поддержан в Европейском парламенте. За его кандидатуру проголосовали 422 депутатов, против высказались 250, ещё 47 воздержались. После этого Юнкер приступил к формированию комиссии. Отобранные председателем кандидаты на пост еврокомиссаров проходят обязательные слушания в комитетах Европейского парламента. Хотя комитеты не вправе отклонить отдельных кандидатов (евродепутаты могут утвердить или отвергнуть только весь состав комиссии), провал кандидата на слушании в комитете может заставить председателя отозвать его, чтобы повысить имидж комиссии. В этот раз не смогла пройти проверку в комитете бывшая премьер-министр Словении Аленка Братушек, которая будучи премьер-министром сама себя выдвинула в Еврокомиссию, опасаясь провала на национальных выборах. Новому правительству Словении пришлось в срочном порядке выдвигать на должность еврокомиссара другую кандидатуру женщины, придерживающейся левоцентристских взглядов. В итоге еврокомиссаром от Словении стала Виолета Булц, которой поручено курировать в комиссии вопросы транспорта. 22 октября Европарламент проголосовал за утверждение новой комиссии большинством в 423 голоса против 209. 10 декабря все еврокомиссары принесли присягу перед Судом Европейского союза в Люксембурге.